# Internet Adult Film Database
 (срп. Интернет база података за филмове за одрасле), скраћено IAFD, веб-сајт је са онлајн базом података која садржи информације о порнографиким глумцима, глумицама, филмовима и режисерима.